# 埃文监狱暴动
埃文监狱暴动是阿米尼示威爆发后，于2022年10月15日在伊朗首都德黑兰的埃文监狱发生的一系列火灾、枪击和爆炸等骚乱事件。

## 背景
埃文监狱位于德黑兰埃文区，毗邻萨达特阿巴德区。 该监狱被指关押政治异议人士、记者以及被指控危害国家安全的人。有组织指控埃文监狱侵犯囚犯人权。在埃文监狱周边拍照属违法行为。  

## 火灾
对于监狱火灾的开始和事件过程有多种说法。据纽约时报报道，三种说法包括“监狱中有爆炸装置”、“有人试图越狱”和“有狱外人员渗透监狱”。 纽约时报采访的一名目击者说，她从当地时间10:00开始听到枪声。 

## 伤亡
据伊朗媒体网站 Mizan.news 报道，共四名囚犯被杀，另有 61 名囚犯受伤。 